# 구사카역
구사카역(일본어: 日下駅)은 일본 고치현 다카오카군 히다카촌에 위치한 시코쿠 여객철도 도산 선의 철도역이다. 역 번호는 K09이며, 상대식 승강장 2면 2선의 구조를 갖춘 지상역이다.

## 타는 곳
| 1 | ■ 도산 선 | (상행) | 이노 · 고치 · 도사야마다 방면 |
| 2 | ■ 도산 선 | (하행) | 스사키 · 구보카와 방면        |

## 역 주변
- 히다카 촌청

## 역사
- 1924년
  - 3월 30일 : 고치 선(현재 도산 선의 일부)이 스사키역부터 건설되어, 개업. 당초는 종착역.
  - 11월 15일 : 고치 선이 고치역까지 연신. 도중역이 됨.
- 1969년 10월 1일 : 배달의 취급을 폐지.
- 1970년 10월 1일 : 무인역화.
- 1987년 4월 1일 : 일본국유철도 분할 민영화에 의해, 시코쿠 여객철도가 승계.

## 인접 역
| 시코쿠 여객철도 도산 선                  | 시코쿠 여객철도 도산 선 | 시코쿠 여객철도 도산 선     |
| ---------------------------------------- | ----------------------- | --------------------------- |
| K 08-1 오무라진자마에 다도쓰 · 고치 방면 | 도산 선                 | 오카바나 K 10 구보카와 방면 |